# Agathis virendrai
Agathis virendrai är en stekelart som beskrevs av Bhat och Gupta 1977. Agathis virendrai ingår i släktet Agathis och familjen bracksteklar. Inga underarter finns listade i Catalogue of Life.